# سفارة كرواتيا في المملكة المتحدة
سفارة كرواتيا في المملكة المتحدة هي أرفع تمثيل دبلوماسي لدولة كرواتيا لدى المملكة المتحدة. تقع السفارة في لندن وهي تهدف لتعزيز المصالح الكرواتية في المملكة المتحدة.

## وصلات خارجية
- قائمة سفارات كرواتيا
- قائمة السفارات في المملكة المتحدة